# Eduardo Roca
Eduardo Roca (* 8. Oktober 1973 in Almería) ist ein spanischer Maler. Er lebt und arbeitet in Wien.

## Leben und Wirken
Eduardo Roca studierte an der Universität für bildende Kunst in Granada, lebt seit 2009 in Wien und arbeitet im Bereich der Malerei und Zeichnung. Seine Landschaftsdarstellungen stellen den Großteil seines Oeuvres dar. Die Wahl des Ausschnittes, die Auswahl und Reduktion der Farbpalette, die Verwendung von Licht als Gestaltungsfaktor sind die gestalterischen Elemente Rocas. Seine sogenannten imaginären Landschaften zeigen seine Form von Ausdrucksmöglichkeiten und künstlerischer Aufwertung. Das mystische Licht dominiert in seinen reduzierten, menschenleeren Landschaften. Die Landschaften werden radikal unterworfen und konstruiert. Es liegt am Betrachter diese Landschaften zu beleben.